# John Nyberg
John Fredrik Nyberg, född 14 juli 1996 i Göteborg, är en svensk professionell ishockeyspelare som spelar för Ilves i Liiga. Nyberg spelade ungdoms- och juniorishockey för Frölunda HC och hans moderklubb är Härryda HC. Han gjorde SHL-debut 2014 och spelade fram till 2016 bitvis också för IK Oskarshamn och Mora IK i Hockeyallsvenskan. Därefter var han ordinarie i Frölundas seniorlag under två säsonger, innan han 2018 lämnade Sverige för spel i Nordamerika. Nyberg hade sedan tidigare blivit draftad 2014 av Dallas Stars i den sjätte rundan som spelare 165 totalt. I två säsonger försökte han ta en plats i NHL, men spelade endast för Stars och Pittsburgh Penguins farmarklubbar: Texas Stars och Wilkes-Barre/Scranton Penguins i AHL, samt Idaho Steelheads i ECHL.
2020 återvände Nyberg till Sverige och skrev ett tvåårsavtal med Brynäs IF i SHL. Efter en säsong i klubben lämnade han den i oktober 2021 för spel med Linköping HC med vilka han tillbringade tre säsonger. I april 2024 anslöt han till HV71; under större delen av den följande säsongen spelade han dock främst för Ilves i Liiga. Han lämnade HV71 2025 och förlängde sedan med Ilves.
Nyberg har spelat nio A-landskamper och gjorde debut i Tre Kronor i april 2018.

## Karriär

### Klubblag

#### 2012–2017: Början av karriären
Nyberg påbörjade sin ishockeykarriär i moderklubben Härryda HC och spelade därefter ungdoms- och juniorishockey för Frölunda HC. 2012 tog han SM-silver med klubbens U16-lag. Säsongen 2013/14 vann han backarnas poängliga i J18 Södra 25 poäng (5 mål, 20 assist) på 16 matcher. Samma säsong tog han ett SM-brons med Frölundas J18-lag och debuterade med klubbens J20-lag. Den följande sommaren valdes Nyberg vid NHL-draften 2014 av Dallas Stars i den sjätte rundan som 165:e spelare totalt.
Nyberg gjorde SHL-debut för Frölunda HC den 18 september 2014, i säsongens tredje omgång, i en 5–0-förlust mot HV71. Han spelade totalt fem matcher för klubben innan han i oktober 2014 lånades ut till IK Oskarshamn i Hockeyallsvenskan. Senare samma månad, den 13 oktober, skrev Nyberg ett treårsavtal med Frölunda HC. Han gjorde debut i Hockeyallsvenskan i en match mot Asplöven HC den 2 oktober 2014. Fram till början av december samma år varvade Nyberg spel i Oskarshamn med att också spela för Frölundas J20-lag. I slutet av samma månad stod det klart att Nyberg lånats ut till ett annat lag i Hockeyallsvenskan, Mora IK, för vilka han spelade totalt fyra matcher. I januari 2015 återvände han till Frölunda och spelade totalt 17 SHL-matcher i grundserien. Han avslutade säsongen med spel i J20-laget, där han tog ett SM-silver efter att ha förlorat finalen mot Djurgårdens IF med 3–1.
Den 10 juli 2015 meddelades det att Nyberg åter lånats ut till IK Oskarshamn i Hockeyallsvenskan. Han tillbringade större delen av säsongen med Oskarshamn och spelade endast sex matcher för Frölunda i SHL. Den 3 oktober 2015 gjorde han sitt första mål i Hockeyallsvenskan, det matchavgörande 3–1-målet på Joel Gistedt, i en 3–2-seger mot BIK Karlskoga. På 46 grundseriematcher för Oskarshamn noterades Nyberg för nio poäng, varav ett mål.
Säsongen 2016/17 var Nyberg ordinarie i Frölundas SHL-lag. Den 6 oktober 2016 gjorde han sitt första SHL-mål, på Viktor Andrén, då han öppnade målskyttet i en 3–1-seger mot Växjö Lakers HC. Bara några få dagar senare, den 10 oktober, förlängde han sitt avtal med Frölunda HC med två säsonger. I grundserien var Nyberg, näst efter Henrik Tömmernes, Frölundas poängmässigt bästa back. På 49 matcher stod han för 15 poäng, varav 7 mål. Laget slutade på tredje plats i grundserien och Nyberg fick därefter spela sitt första SM-slutspel. I kvartsfinalserien slog Frölunda ut Skellefteå AIK med 4–3 i matcher, innan man besegrades av Brynäs IF i semifinalserien med samma siffror. På 14 slutspelsmatcher stod Nyberg för ett mål.

#### Från 2017: NHL-kontrakt och återkomst till Sverige
Den 18 maj 2017 bekräftades det att Nyberg skrivit ett treårsavtal med Dallas Stars i NHL. Två dagar senare bekräftade Frölunda att Nyberg skulle komma att stanna i klubben i ytterligare en säsong då han blivit utlånad av Stars. Han spelade samtliga 52 grundseriematcher och stod för två mål och elva assistpoäng. Frölunda slutade likt föregående säsong på tredje plats i grundserietabellen. I SM-slutspelet slogs man dock ut redan i kvartsfinalspelet mot Malmö Redhawks med 4–2 i matcher. Efter Frölundas uttåg ur SM-slutspelet anslöt Nyberg till Dallas Stars farmarlag i AHL, Texas Stars. Han gjorde debut i Calder Cup-slutspelet i en match mot Tucson Roadrunners den 4 maj 2018. Efter att Texas sedan slagit ut Rockford Icehogs i semifinal, fick Nyberg spela Calder Cup-final mot Toronto Marlies. Nyberg spelade tre av finalerna, där Marlies till slut vann i den sjunde och sista matchen med 6–1.
Säsongen 2018/19 spelade Nyberg från start i Nordamerika. I slutet av september 2018 meddelades det att Dallas Stars skickat honom till farmarklubben Texas i AHL. Nyberg spelade under säsongen främst för Stars i AHL, där han på 44 grundseriematcher noterades för sex poäng (ett mål, fem assist). I januari 2019 spelade han också fyra matcher för Idaho Steelheads i ECHL. Den följande säsongen, 2019/20, inledde Nyberg med Texas Stars. Den 17 januari 2020 tillkännagavs det att han blivit bortbytt till Pittsburgh Penguins mot Oula Palve. Detta kom att bli Nybergs sista, och poängmässigt bästa, säsong i AHL. Totalt spelade han 35 matcher för Texas Stars och Penguins farmarlag, Wilkes-Barre/Scranton Penguins. På dessa matcher stod han för tio poäng, varav två mål.
Brynäs IF bekräftade den 10 juni 2020 att Nyberg återvänt till Sverige och skrivit ett tvåårsavtal med klubben. I grundserien stod han för tolv poäng på 50 matcher (fyra mål, åtta assist). Brynäs slutade näst sist i grundserietabellen och kvalade sig kvar till nästkommande års SHL-säsong genom att besegra HV71 i en matchserie med 4–1. Under sina andra säsong i klubben spelade Nyberg endast elva matcher för Brynäs. Den 22 oktober 2021 bekräftades det att han lämnat klubben för spel med seriekonkurrenten Linköping HC för återstoden av säsongen, samt ytterligare två säsonger. I sin tredje säsong för Linköping stod Nyberg för 14 poäng på 45 grundseriematcher, han poängmässigt bästa säsong sedan 2016/17. Linköping slutade på sjätte plats i grundserien och slogs sedan ut i kvartsfinal i SM-slutspelet mot Skellefteå AIK med 4–0 i matcher.
Efter säsongens slut bekräftades det att Nyberg lämnat Linköping. Den 16 april 2024 stod det klart att han skrivit ett treårsavtal med seriekonkurrenten HV71. Han inledde säsongen 2024/25 med HV71 men efter att ha fått begränsat med speltid och stundom varit bänkad, blev han i december 2024 utlånad till den finska klubben Ilves i Liiga. Han tillbringade återstoden av säsongen med Ilves och gjorde debut i Liiga den 9 december samma år i en match mot Saimaan Pallo. Den 25 januari 2025 noterades han för sitt första mål i ligan, på Veini Vehvilainen, i en 1–0-seger mot HC TPS. Totalt stod han för två mål och sju assistpoäng på 33 grundseriematcher.
Den 20 maj 2025 bekräftade HV71 att man brutit avtalet med Nyberg. Samtidigt stod det klart att Nyberg skrivit ett tvåårsavtal med Ilves.

### Landslag
Nyberg gjorde A-landslagsdebut den 5 april 2018 i en träningslandskamp mot Slovakien.

## Statistik
| 2014–15    | Frölunda HC      | SHL        | 17  | 0  | 1  | 1  | 2   | —  | — | — | — | —  |
| 2014–15    | IK Oskarshamn    | HA         | 9   | 0  | 1  | 1  | 2   | —  | — | — | — | —  |
| 2014–15    | Mora IK          | HA         | 4   | 0  | 0  | 0  | 0   | —  | — | — | — | —  |
| 2015–16    | IK Oskarshamn    | HA         | 46  | 1  | 8  | 9  | 36  | 5  | 0 | 0 | 0 | 0  |
| 2015–16    | Frölunda HC      | SHL        | 6   | 0  | 0  | 0  | 2   | —  | — | — | — | —  |
| 2016–17    | Frölunda HC      | SHL        | 49  | 7  | 8  | 15 | 32  | 14 | 1 | 0 | 1 | 10 |
| 2017–18    | Frölunda HC      | SHL        | 52  | 2  | 11 | 13 | 40  | 6  | 0 | 2 | 2 | 4  |
| 2017–18    | Texas Stars      | AHL        | —   | —  | —  | —  | —   | 8  | 0 | 2 | 2 | 8  |
| 2018–19    | Texas Stars      | AHL        | 44  | 1  | 5  | 6  | 17  | —  | — | — | — | —  |
| 2018–19    | Idaho Steelheads | ECHL       | 4   | 0  | 1  | 1  | 4   | —  | — | — | — | —  |
| 2019–20    | Texas Stars      | AHL        | 19  | 2  | 4  | 6  | 13  | —  | — | — | — | —  |
| 2019–20    | W-B/S Penguins   | AHL        | 16  | 0  | 4  | 4  | 10  | —  | — | — | — | —  |
| 2020–21    | Brynäs IF        | SHL        | 50  | 4  | 8  | 12 | 24  | 5  | 0 | 0 | 0 | 6  |
| 2021–22    | Brynäs IF        | SHL        | 11  | 0  | 3  | 3  | 6   | —  | — | — | — | —  |
| 2021–22    | Linköping HC     | SHL        | 40  | 2  | 7  | 9  | 16  | —  | — | — | — | —  |
| 2022–23    | Linköping HC     | SHL        | 51  | 1  | 7  | 8  | 20  | —  | — | — | — | —  |
| 2023–24    | Linköping HC     | SHL        | 45  | 4  | 10 | 14 | 16  | 4  | 0 | 0 | 0 | 2  |
| 2024–25    | HV71             | SHL        | 14  | 0  | 0  | 0  | 31  | —  | — | — | — | —  |
| 2024–25    | Ilves            | Liiga      | 33  | 2  | 7  | 9  | 16  | 3  | 1 | 1 | 2 | 12 |
| SHL totalt | SHL totalt       | SHL totalt | 335 | 20 | 55 | 75 | 189 | 29 | 1 | 2 | 3 | 22 |
| AHL totalt | AHL totalt       | AHL totalt | 79  | 3  | 13 | 16 | 40  | 8  | 0 | 2 | 2 | 8  |